# Xenia von Tippelskirch
Xenia von Tippelskirch (* 1971) ist eine deutsche Historikerin.

## Leben
Nach dem Studium der Geschichte in Freiburg im Breisgau sowie Pavia promovierte Xenia von Tippelskirch im Jahre 2003 am Europäischen Hochschulinstitut Florenz. In den Jahren 2005 bis 2008 war sie als Marie Curie Postdoc-Fellow am Centre de recherches historiques der École des hautes études en sciences sociales in Paris, bevor sie an der Ruhr-Universität-Bochum von 2008 bis 2013 als wissenschaftliche Assistentin am Lehrstuhl für Neuere Geschichte/Geschlechtergeschichte im Historischen Institut arbeitete. Danach war Xenia von Tippelskirch bis 2022 als Juniorprofessorin am Institut für Geschichtswissenschaften an der Philosophischen Fakultät der Humboldt-Universität in Berlin. Während dieser Zeit habilitierte sie im Jahr 2019 an der Philosophischen Fakultät der Humboldt-Universität und arbeitet seit Dezember 2022 als Professorin an der Goethe-Universität in Frankfurt am Main.

## Schriften (Auswahl)
- Sotto controllo. Letture femminili in Italia nella prima età moderna. Roma 2011, ISBN 978-88-8334-546-3.
- Spirituelle Kindheit. Religiöses Wissen, Frömmigkeitspraktiken und neue Geschlechterordnungen um 1700 zwischen Frankreich und dem Alten Reich. Im Erscheinen.

siehe auch: Bibliografie